# Neues Schloss Ober Rengersdorf

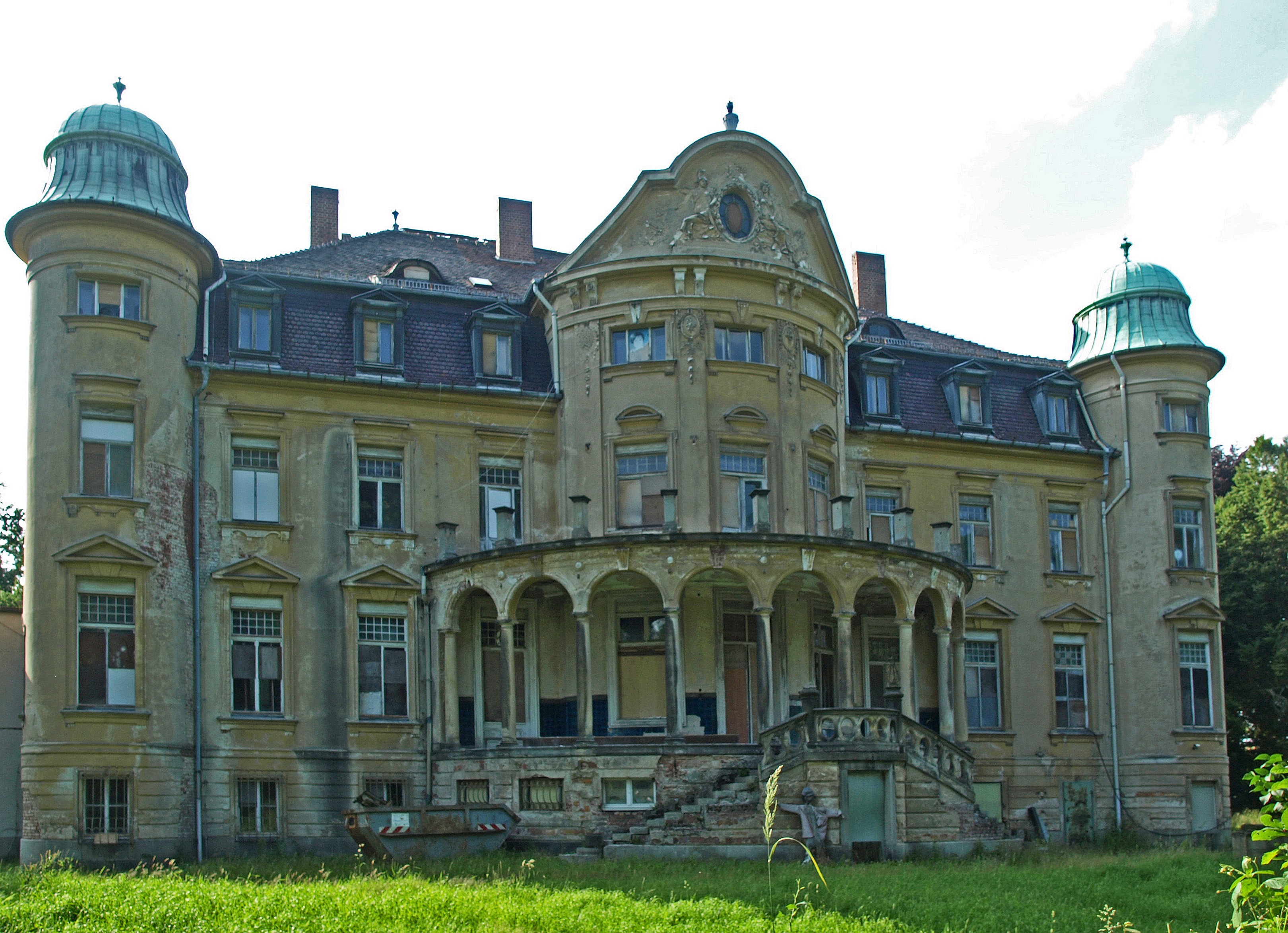
Neues Schloss Ober Rengersdorf, Parkseite (2014)

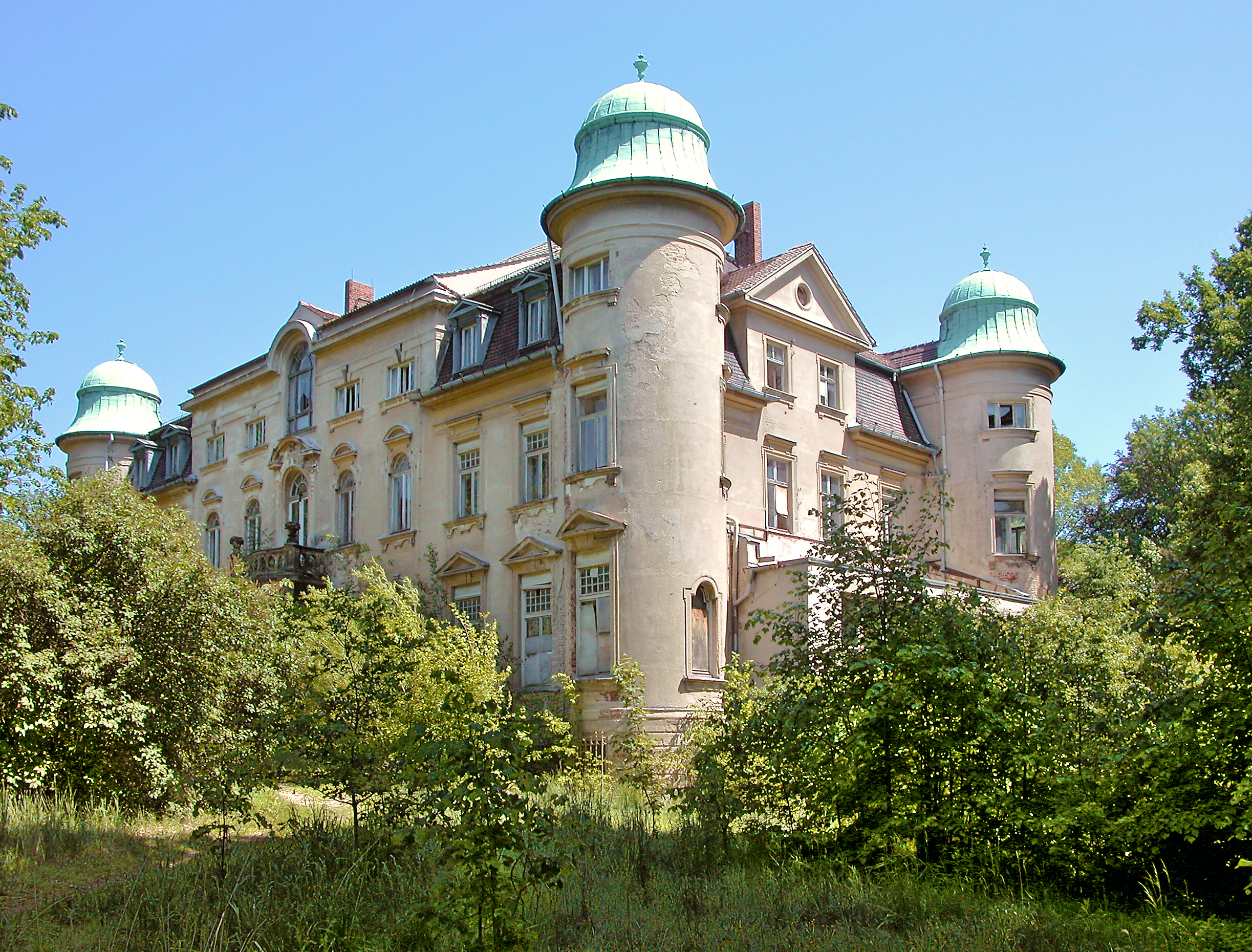
Ansicht des Schlosses von Westen (2007)

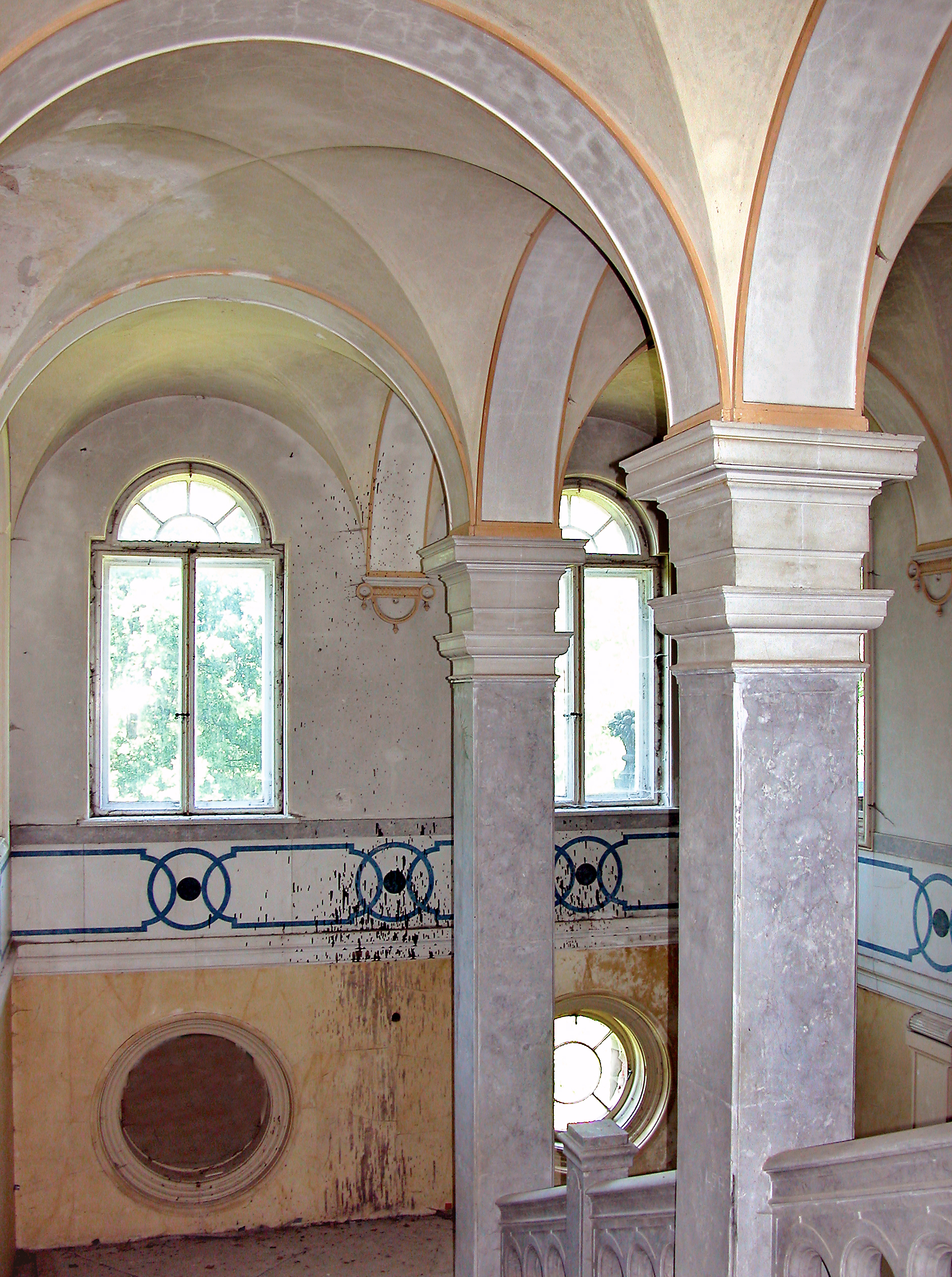
Innenbereich des Schlosses (2007)

Das Neue Schloss Ober Rengersdorf ist ein Schloss in Ober-Rengersdorf, einem Ort in der Gemeinde Kodersdorf im Landkreis Görlitz in der sächsischen Oberlausitz. Das Schloss liegt südlich von Ober-Rengersdorf an der Straße nach Torga. Es diente als Herrensitz des Rittergutes Oberrengersdorf, das zeitweise eines der größten Rittergüter in der Oberlausitz war. Das Neue Schloss steht unter Denkmalschutz.

## Geschichte
Das Gut Oberrengersdorf befand sich etwas abseits des Ortszentrums. Es wurde 1517 als Vorwerk gegründet und später zum Rittergut erhoben. Im 18. Jahrhundert wurde nordwestlich des Neuen Schlosses das Alte Schloss Ober Rengersdorf als Herrensitz gebaut. Im Jahr 1900 wurde das Rittergut von Julius von Roncador gekauft. Dieser ließ in den folgenden beiden Jahren einen neuen Herrensitz im Stil des Neobarock nach dem Muster des Familienstammsitzes in Ungarn bauen, da das Alte Schloss nicht seinen herrschaftlichen Ansprüchen genügte. Nach Roncadors Tod im Jahr 1922 wurde das Schloss von dessen Sohn Heinz übernommen, der das Gut nur zwei Jahre später an den Kommerzienrat Joseph Kutz aus Weißwasser verkaufte. Dieser wiederum gab das Schloss als Hochzeitsgeschenk an seine Tochter und seinen Schwiegersohn Manfred Graf von Ingenheim weiter. 1931 musste Manfred Graf von Ingenheim das Rittergut aufteilen, wodurch ihm nur noch 50 Hektar Land blieben.
1936 zog ein Müttergenesungsheim in das Neue Schloss Ober Rengersdorf ein. Nach dem Ende des Zweiten Weltkrieges und der danach erfolgten Bodenreform in der Sowjetischen Besatzungszone wurden die Gutsbesitzer 1945 enteignet. Das Neue Schloss wurde seitdem als Schulgebäude (Klassenstufen 1 bis 3 sowie Hort) und Kindergarten genutzt. Seit 1992 steht das Schloss leer, aufgrund von Altersschäden sowie Vandalismus befindet sich das Gebäude inzwischen in einem stark sanierungsbedürftigen Zustand. 1999 wurden Sicherungsarbeiten an dem Schloss vorgenommen. Mehrere geplante Verkäufe sowie Sanierungspläne scheiterten seitdem. Im Januar 2006 war der Hollywood-Schauspieler Nicolas Cage an einem Kauf interessiert, allerdings gab er seine Kaufpläne zugunsten des bayrischen Schlosses Neidstein auf. Kurz danach kaufte der Vorsitzende der Jüdischen Gemeinde Görlitz das Schloss, dieser verkaufte es 2009 erneut.

## Architektur
Das Schloss ist ein mächtiger neunachsiger Bau unter Mansarddach. Das Gebäude wird von vier runden Ecktürmen mit Welschen Hauben flankiert. Der Eingang stellt auf der Gebäudefront einen Triumphbogen dar. Auf der Parkseite erfolgt der Zugang über eine zweiläufige Freitreppe in eine Loggia. Der dortige halbrunde Mittelrisalit wird von einem verzierten Schweifgiebel bekrönt.